# كلاس (منتج أسطوانات)
كلاس (بالألمانية: Klaas Gerling)‏ هو منتج أسطوانات ودي جيه ألماني، ولد في 3 يناير 1981 في كولونيا في ألمانيا.

## وصلات خارجية
- الموقع الرسمي
- كلاس على موقع ميوزك برينز (الإنجليزية)
- كلاس على موقع ديسكوغز (الإنجليزية)
- كلاس على موقع ديسكوغز (الإنجليزية)